# Maslama al-Majrati
Abu al-Qasim Maslama ibn Ahmad al-Majriti (Arabisch: أبو القاسم مسلمة بن أحمد المجريطي) (Madrid, ca. 950 - Córdoba, 1007) was een Arabische astronoom, wiskundige uit Al-Andalus.

## Biografie
Maslama al-Majriti werd geboren in Madrid en studeerde in Córdoba erfrecht en geometrie samen met Ibn Faradi en rekenen en astronomie. Al-Majriti bleef werken in Córdoba en stichtte aldaar een belangrijke school voor wiskundigen en astronomen. Zijn school had een grote invloed op de ontwikkelingen van de wiskunde en astronomie in de belangrijke wetenschappelijke centra van Zaragoza en Toledo. Tot zijn leerlingen behoorden onder andere Abu al-Qasim al-Zahravi, Ibn al-Samh, al-Kirmani en Ibn al-Saffar.

## Werken
Al-Majriti schreef met name wiskundige werken. Van zijn verhandeling over commercieel rekenen, de mu'amalat, is een gedeelte overgeleverd door een twaalfde-eeuwse verhandeling van Johannes Hispalensis. Daarnaast maakte hij ook een vertaling van Claudius Ptolemaeus Planisphaerium en bewerkte hij de astronomische tabellen van Al-Chwarizmi. Een ander werk dat aan hem wordt toegeschreven is Ghayat al-Hakim dat in 156 werd vertaald in het Spaans en later ook in het Latijn onder de titel Picatrix. De Picatrix werd omschreven als "een compendium van magie, kosmologie, astrologische praktijk en esoterische wijsheid in het algemeen".
'Abd al-Hamīd ibn Turk · 
Abd-al-Rahman Al Sufi · 
Abū al-Hasan ibn Alī al-Qalasādī · 
Abū Ishāq Ibrāhīm al-Zarqālī · 
Abū Kāmil Shujā ibn Aslam · 
Abu'l-Hasan al-Uqlidisi · 
Abul Wafa · 
Ahmed ibn Yusuf · 
Al-Biruni · 
Al-Chwarizmi · 
Al-Hajjāj ibn Yūsuf ibn Matar · 
Alhazen · 
Al-Jayyani · 
Al-Karaji · 
Al-Khazini · 
Al-Kindi · 
Al-Mahani · 
Al-Majrati · 
Al-Sijzi · 
Hunayn ibn Ishaq · 
Ibn al-Banna · 
Ibn Sahl · 
Ibn Tahir al-Baghdadi · 
Ibn Yahyā al-Maghribī al-Samaw'al · 
Ibrahim al-Fazari · 
Ibrahim ibn Sinan · 
Jabir ibn Aflah · 
Kushyar ibn Labban · 
Mohammed al-Fazari · 
Mohammed ibn Jābir al-Harrānī al-Battānī · 
Nasir al-Din al-Toesi · 
Sinan ibn Thabit · 
Thabit ibn Qurra · 
Ulug Bey · 
Yusuf al-Mu'taman ibn Hud